# Glyphodes quadrimaculalis
Glyphodes quadrimaculalis là một loài bướm đêm trong họ Crambidae.